# Daméraucourt
Daméraucourt település Franciaországban, Oise megyében. Lakosainak száma 200 fő (2022. január 1.). Daméraucourt Dargies, Élencourt, Sarnois, Équennes-Éramecourt és Hescamps községekkel határos.

## Népesség
A település népességének változása:
| Lakosok száma | 227  | 221  | 222  | 222  | 216  | 210  | 204  | 202  | 200  |
|               | 2013 | 2015 | 2016 | 2017 | 2018 | 2019 | 2020 | 2021 | 2022 |